# Juwsicze
Juwsicze (biał. Юўсічы, Jułsiczy) – wieś położona na Białorusi, w rejonie kamienieckim obwodu brzeskiego. Miejscowość wchodzi w skład sielsowietu Wierzchowice a do 11 grudnia 2012 roku wieś należała do sielsowietu Kalenkowicze.
Mieszkańcy, którzy wyznają prawosławie, należą do parafii w Wierzchowicach.